# Селенид дициркония
Селенид дициркония — бинарное неорганическое соединение
циркония и селена
с формулой Zr2Se,
кристаллы.

## Получение
- Нагревание стехиометрических количеств чистых веществ:

{\displaystyle {\mathsf {2Zr+Se\ {\xrightarrow {1550^{o}C}}\ Zr_{2}Se}}}

## Физические свойства
Селенид дициркония образует кристаллы
ромбической сингонии, пространственная группа P nnm, параметры ячейки a = 1,25985 нм, b = 1,57448 нм, c = 0,361256 нм, Z = 12,
структура типа фосфид дитантала Ta2P
.